# 노안면
노안면(老安面)은 전라남도 나주시의 면이다. 북동쪽으로 광주광역시 광산구 삼도동, 남쪽으로 송천동, 서쪽으로 문평면에 접한다.

## 개요
노안면의 서쪽 경계를 노령산맥의 지맥이 남북으로 뻗어 있고, 대부분의 지역이 해발고도 20m 내외의 구릉지와 영산강의 지류인 황룡강의 범람원으로 형성된 비옥한 나주평야의 일부를 이룬다. 농업은 벼농사를 주로 하고, 특산물로 무·방울토마토·돌미나리 등을 재배하는데 방울토마토는 품질이 좋아 일본으로 수출되는 등 농가소득을 올려주고 있다. 면의 동부를 호남선 철도와 국도 제13호선, 지방도 제831호선이 지나는 교통의 요지다.

## 연혁
- 삼국시대(백제): 고마산현(복룡, 배룡)
- 통일신라시대 : 용산
- 고려시대 : 복룡현
- 조선시대 : 원복암, 이노, 금암(3개면으로 분리))
- 1914. 04.01 : 행정구역 개편 3개면 통폐합 노안면으로 명명함

## 법정리
(옛 이로면 지역)
- 계림리
- 금동리
- 양천리
- 오정리

(옛 금안면 지역)
- 구정리
- 금안리
- 안산리
- 영평리
- 용산리

(옛 복암면 지역)
- 도산리
- 유곡리
- 장동리
- 학산리

## 교육
- 노안초등학교 (용산리)
  - 유곡분교 (폐교) - 노안면 유곡로 524-23 (유곡리)
- 노안남초등학교 (학산리)
  - 학산분교 (폐교) - 노안면 도산길 4 (학산리)
- 노안서초등학교 (폐교) - 노안면 노안삼도로 584-10 (안산리)
- 노안중학교

## 문화재
문화재로는 다음과 같은 것들이 있다.
- 나주 쌍계정 (羅州雙溪亭 : 전남 유형문화재 제34호)
- 설재서원 (雪齋書院 : 전남 문화재자료 제93호)
- 나주 천동서원 묘정비 (羅州泉洞書院廟庭碑:전남 문화재자료 제212호)
- 경렬사 (景烈祠: 전남 기념물 제196호)
- 황희사당 (黃喜祠堂)
- 연리 (鉛里)
- 지석묘군